# 임간학교
임간학교(林間學校)는 산이나 들에서 일정 기간 동안 진행하는 교육 프로그램이다. 주로 여름방학중에 열리며, 여기에 참가한 학생들은 야영이나 등산·수영·극기훈련 같은 체력 단련과 정신력 배양 활동을 한다.